# Bibershof (Pleystein)
Bibershof ist ein Ortsteil der Stadt Pleystein im Landkreis Neustadt an der Waldnaab in Bayern.

## Lage

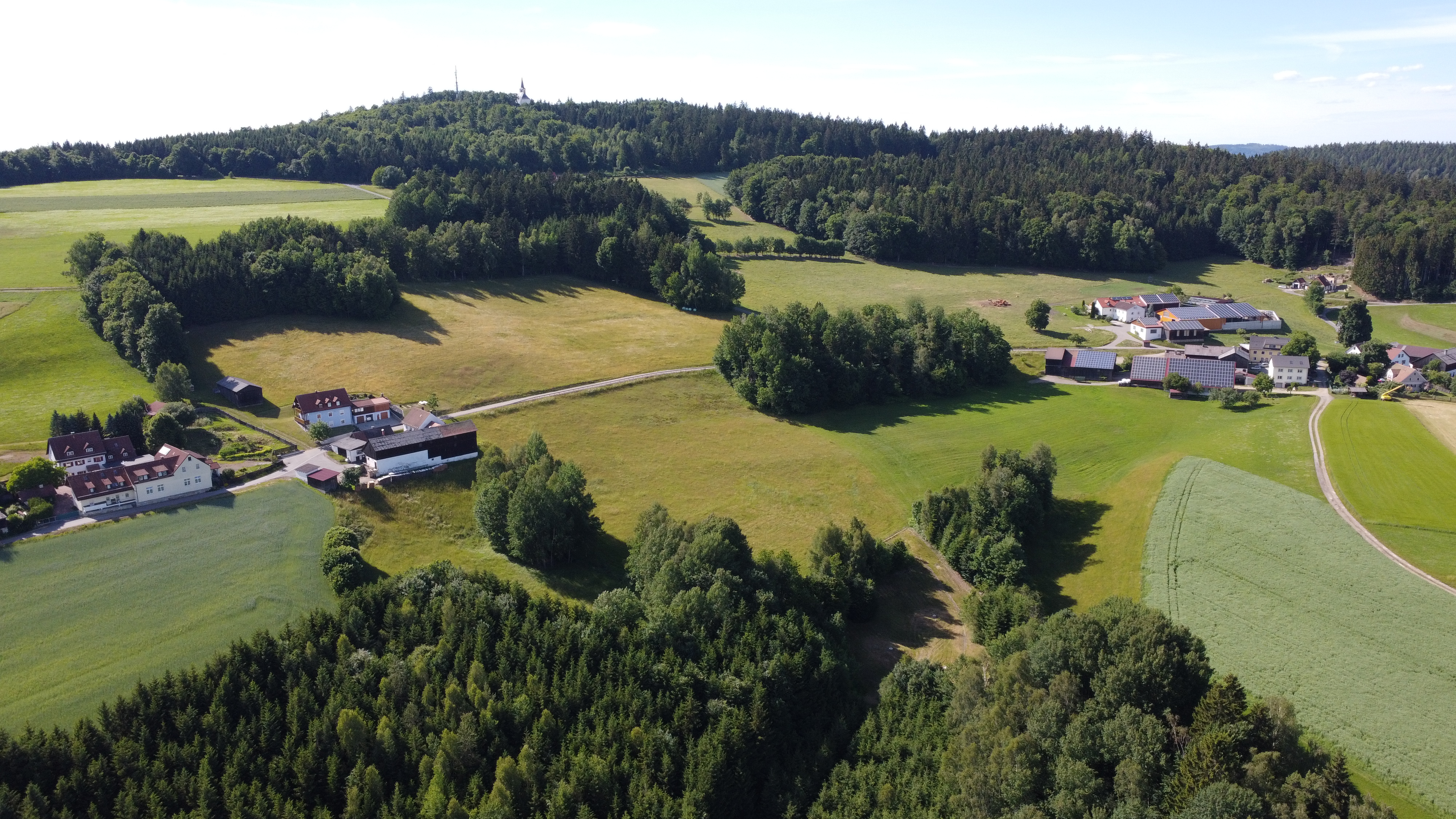
Bibershof von Oben

Bibershof liegt rund zwei Kilometer nordwestlich von Pleystein im Oberpfälzer Wald.

## Geschichte
Der Ortsname kommt von dem ersten Ansiedler „Biber“, nicht lange vor 1560. Im Salbuch der Herrschaft Pleystein von 1560 ist vermerkt: „Bibershof ist eine neugebaute Dorfstatt am Fahrenberg. Zurzeit sind dort 5 Güter und es wäre wohl besser gewesen, diese nicht aufbauen zu lassen, weil alles steiniger Wald und der Wald hätte wohl mehr getragen. Weil es aber schon so ist, muss man es so belassen. Bibershof gehört mit Mannschaft, Reis, Steuer, Scharwerk und aller Obrigkeit der Herrschaft Pleystein zu. Weil aber noch wenig geräumt ist, so dass weder rentige Felder noch Wiesen da sind, so können die Abgaben nicht so eingehoben werden, wie in anderen Dörfern. Der Großzehent gehört zu 2/3 der Herrschaft Pleystein, 1/3 der Pfarrei Pleystein. Jedes dieser Güter zinst 5 Schilling und eine Henne.“
Das bayerische Urkataster zeigt Bibershof in den 1810er Jahren als einen Weiler mit vier Herdstellen, einem Weiher und einem Dorfbrunnen. Der im Jahr 1800 entstandene Dorfbrunnen wurde 1969 erneuert und steht unter Denkmalschutz, ebenso wie das Kruzifix, das 1905 in der Ortsmitte aufgestellt wurde. siehe auch: Liste der Baudenkmale in Bibershof.
Bibershof gehörte zur Gemeinde Bernrieth, die am 1. Januar 1972 aufgelöst wurde. Dadurch wurden Bibershof, sowie Birkenbühl, Hagenmühle, Pfifferlingstiel, Radwaschen, Schafbruck und Unterbernrieht nach Pleystein eingegliedert.